# Ница (село)
Ни́ца (латыш. Nīca, нем. Niederbartau) — село в Курземе, центр Ницской волости и центр бывшего Ницского края. Находится на берегу реки Барты, в 22 км от Лиепаи.

## История
Первое упоминание датируется 1560 годом. В 1932 году Ница получила статус густонаселённого места (села). В советское время населённый пункт был центром Ницского сельсовета Лиепайского района.
В Нице сохранилось множество предметов, содержащих национальные орнаменты XVIII века, а также традиция ношения национального костюма (в частности, красной шерстяной юбки женщинами). Сохранившаяся клеть XVIII века признана памятником архитектуры государственного значения.
С 1889 по 1896 год в селе школьным учителем работал писатель Екабс Яншевскис, а с 1902 по 1905 — адвокат Ансис Петревицс.

## Инфраструктура
В селе располагалась центральная усадьба совхоза «Ница». Есть здание местной администрации, старшая школа, детская музыкальная школа, детский сад, культурный центр, библиотека, туристический информационный центр, гостиница, лютеранская и католическая церкви.